# 血清学
血清学是对血清和其他体液的科学研究。在实践中，该术语通常是指血清中抗体的诊断鉴定。抗原-抗体反应。此类抗体通常是响应感染（针对给定微生物）而形成的，对抗其他外来蛋白质（例如，对不匹配的输血作出反应），或对抗自己的蛋白质（在自身免疫性疾病的情况下）。无论哪种情况，程序都很简单。

## 血清学检测
血清学测试是用于识别患者样本中的抗体和抗原的诊断方法。进行血清学检测可以来诊断感染和自身免疫性疾病，检查一个人是否对某些疾病有免疫力，以及在许多其他情况下，例如确定一个人的血型。血清学测试也可用于法医血清学以调查犯罪现场证据。有几种方法可用于检测抗体和抗原，包括ELISA、凝集、沉淀、补体固定和荧光抗体以及最近的化学发光。

### 应用

#### 微生物学

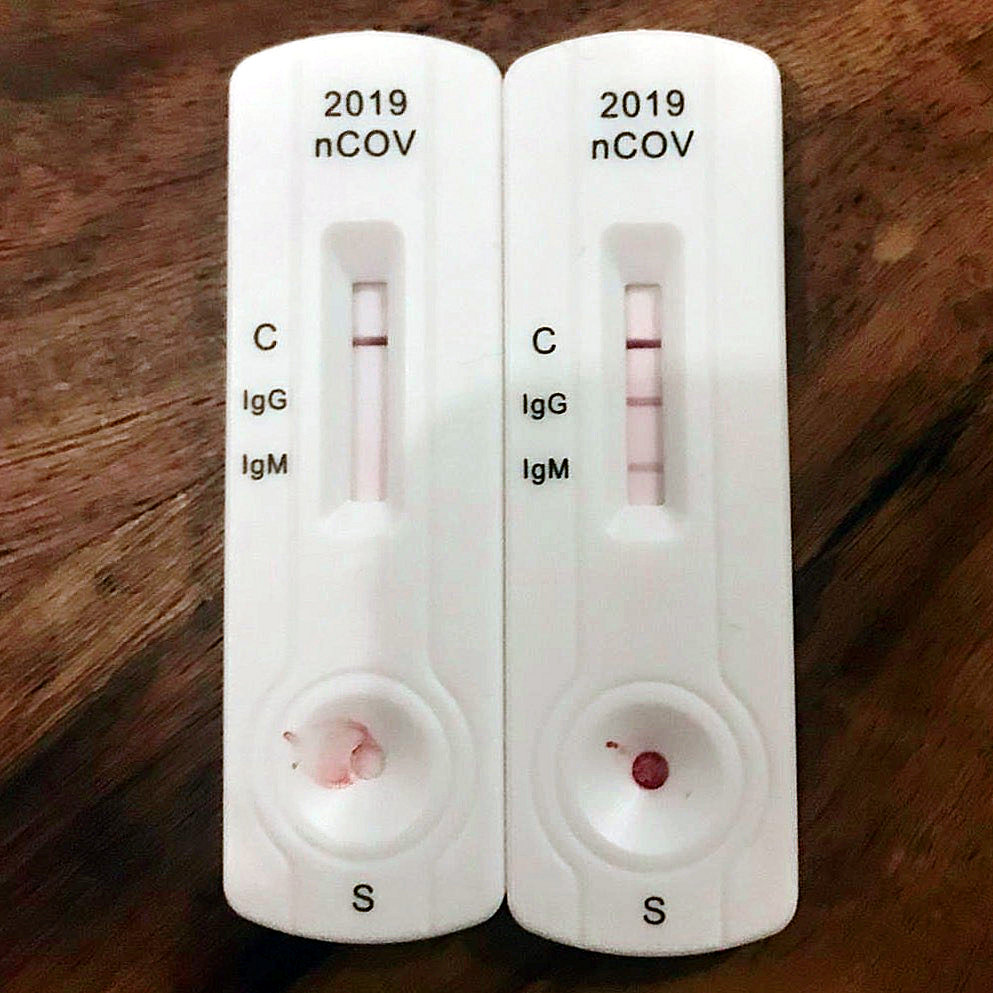
COVID-19的IgG和IgM快速诊断测试

在微生物学中，血清学测试用于确定一个人是否具有针对特定病原体的抗体，或检测与人样本中的病原体相关的抗原。血清学检测对于难以通过常规实验室方法培养的微生物特别有用，例如梅毒螺旋体（梅毒的病原体）或病毒。
人的血液中存在针对病原体的抗体表明他们已经接触过该病原体。大多数血清学测试测量两种抗体中的一种：免疫球蛋白M（IgM）和免疫球蛋白G（IgG）。 IgM在人暴露于病原体后不久就会大量产生，此后产量迅速下降。IgG也会在第一次接触时产生，但不如IgM快。在随后的暴露中，产生的抗体主要是IgG，它们会在循环中保持较长时间。
这会影响对血清学结果的解释：IgM阳性结果表明一个人目前或最近被感染，而IgG阳性结果和IgM阴性结果表明该人过去可能曾被感染或免疫过。传染病的抗体检测通常分两个阶段进行：疾病初期（急性期）和康复后（恢复期）。比较每个样本中的抗体量（抗体滴度），恢复期样本中明显更高的IgG量表明感染，而不是之前的暴露。抗体检测的伪阴性结果可能发生在免疫抑制的人身上，因为他们产生的抗体量较低，以及在感染过程早期接受抗菌药物的人身上。

#### 输血医学

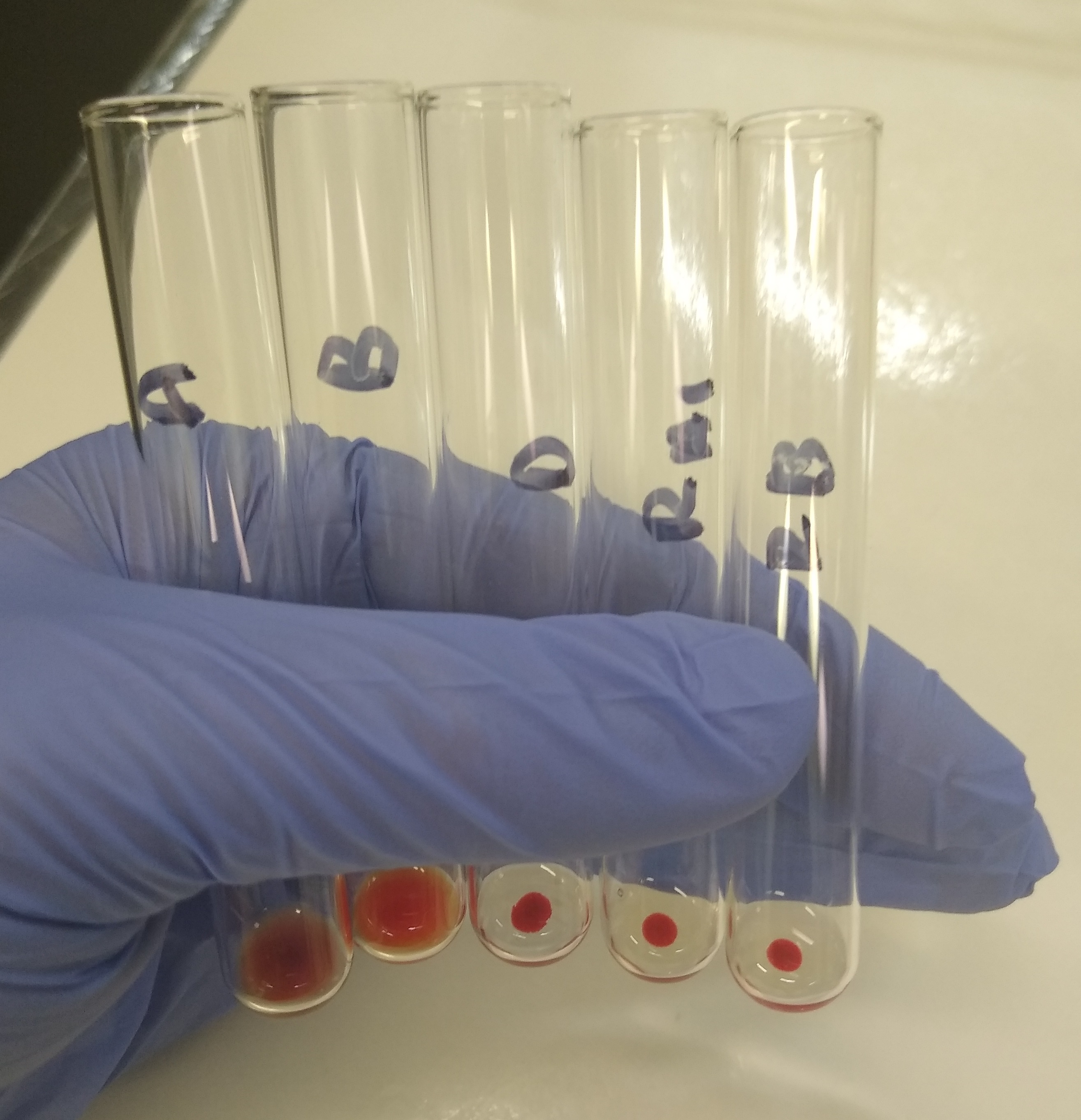
O+血型：患者的红细胞被D抗体（Rh抗体因子）抗血清凝集，但不被A抗体和B抗体抗血清凝集。患者的血浆凝集A型和B型红细胞。

血型通常使用血清学方法进行。一个人的红细胞上的抗原决定了他们的血型，这些抗原是使用含有抗体的反应物（称为抗血清）来识别的。当抗体与表达相应抗原的红细胞结合时，它们会导致红血球聚集在一起（凝集），这可以通过视觉识别。也可以通过向表达相应抗原的细胞中加入血浆并观察凝集反应来鉴定人的血型抗体。
输血医学中使用的其他血清学方法包括交叉配血以及直接和间接抗人球蛋白试验。在输血之前进行交叉配血以确保供血者的血液是相容的。它涉及将受体的血浆添加到供体血细胞中并观察凝集反应。进行直接抗球蛋白测试以检测抗体是否与人体内的红血球结合，这是异常的且可能发生在自身免疫性溶血性贫血、新生儿溶血性疾病和输血反应等情况下。间接抗球蛋白试验用于筛查可能引起输血反应的抗体并识别某些血型抗原。

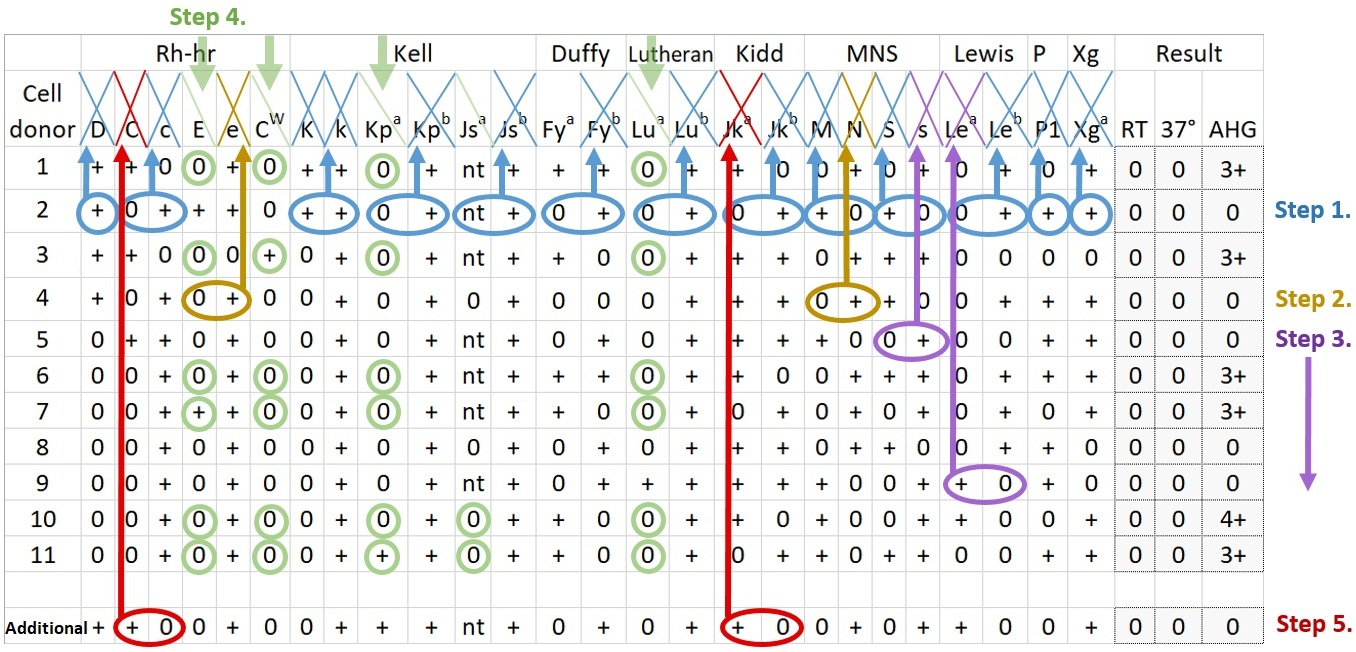
解释血清学中使用的抗体组，以检测患者针对最相关的人类血型系统的抗体。

#### 免疫学
血清学测试可以通过识别针对人自身组织的异常抗体（自身抗体）来帮助诊断自身免疫性疾病。所有人都有不同的免疫学图。

## 血清学调查
Metcalf等人（其中包括尼尔·弗格森和杰瑞米·法拉尔）在2016年的一篇研究论文中指出，流行病学家经常使用血清学调查来确定人群中疾病的流行程度。此类调查有时是随机地、匿名地通过从其他医学测试或评估特定生物体抗体的流行或人群中抗体的保护性滴度而采集的样本中抽样进行的。血清学调查通常用于量化人群中特定抗体阳性的人或动物的比例或抗体的滴度或浓度。这些调查可能是推断人群易感性和免疫水平动态的最直接和信息最丰富的技术。作者提出了一个世界血清学库（或血清库），并预见到“血清学检测、研究设计和定量分析相关的主要方法学发展，这可能会推动我们对传染病的理解和最优控制发生重大变化。”
de Lusignan和Correa在题为“世界血清银行的机遇和挑战”的有益答复中指出，
|  | 需要克服的主要伦理和后勤挑战是获取标本的方法、如何在繁忙的实践中获得知情同意以及填补患者抽样中的空白。 |

澳大利亚研究人员凯伦·科茨在对世界血清银行的另一份有用回复中宣称：
|  | 改进的血清学监测将使政府、援助机构和政策制定者能够将公共卫生资源引导到最需要的地方。更好地了解与全球天气变化模式相关的感染动态应该为政策措施提供信息，包括将疫苗接种工作集中在哪里和昆虫控制措施。 |

2020年4月，贾斯汀·特鲁多成立了COVID-19免疫工作组，其任务是在COVID-19大流行期间孵化的计划中进行血清学调查。